# Dar al-Masalit
El sultanat de Dar al-Masalit (Dar Masalit = "casa dels masalit") es va establir pel poble masalit del Darfur, a la darrera part del segle xix a l'oest del Sudan. Històricament, el Sultanat de Dar al-Massalit és considerat com un dels més grans sultanats a l'Àfrica. Dar al-Masalit ha estat involucrat en diversos conflictes, incloent entre tribus, regionals i internacionals a causa de les ambicions d'altres per controlar el territori de Dar al-Masalit. El sultanat va fer un munt d'esforços per protegir el seu territori i per la sostenibilitat de la seva comunitat.

## Sistema administratiu
No fou fins al govern dels britànics que es va establir un sistema administratiu ben estructurat amb un poder executiu, encapçalat pel sultà, els emirs (furshas o firshas), els xeics, els omdas o umdas, damalij (singular dimlij), khalifas (singular khalifa) i warangs; el legislatiu (un Consell consultiu); i un poder judicial. Dins el sultanat dels masalits hi havia altres tribus que també van poder participar en l'administració. Les relacions entre les diferents tribus massalit es van construir en la confiança i el respecte dels altres. Un mecanisme de solució de diferències tradicionals es va aplicar per resoldre els conflictes intertribals, que en general es van desencadenar sobre els recursos naturals. En aquests casos, el tribunal del sultà va servir com a òrgan superior d'apel·lació, on les disputes acabaven en la liquidació final de tals disputes.
El sistema de tinença de la terra del Sultanat de Dar al-Masalit es va basar en el sistema tradicional Hakora, que segueix existint al Darfur. La propietat de la terra es determina sobre la base de l'ocupació original i residència a la terra. El mecanisme nadiu d'administració vigent al sultanat fou posat en marxa el 2003 per resoldre problemes durant la crisi de Darfur, i fou encoratjat pel document de Doha.

## Estats dependents
La regió coneguda com el Dar masalit estava constituïda per altres antigues administracions nadius o tribals civilitzades, com el Sultanat de Dar E-gimir (Dar Qimr) a la regió de Kulbus, administració nativa de Dar Jebel a Siliya, administració nativa de la tribu Erenga a Sirba i administració nativa Girga a Abu Sourouj. El domini colonial després del 1916, el condomini angloegipci del Sudan, va acceptar de moment aquesta realitat per facilitar el control de l'estat a la regió, a la frontera amb el Txad i amb la'Ubangui-Chari, amb l'extensió de les mateixes tribus a través de les fronteres sense marques geogràfiques.
En aquest moment, els grups tribals al Txad estaven sota el poder colonial francès, que era el competidor amb el poder anglès al continent africà. L'oest de la província de Darfur va ser un sultanat independent fins que es va incorporar formalment al Sudan el 1921, davant la insistència de la Gran Bretanya.

## Ciutats
Dergail (Derjeil) va ser la primera capital del Sultanat de Dar al-Masalit (1870 -1920). Després es va traslladar a El Geneina, situada a la vora de la gran vall (Wadi) Kaja. La distància entre la capital del Sudan, Khartum, i la ciutat (El Geneina), és d'uns 1200 quilòmetres (745,7 milles). El Geneina està a uns 350 quilòmetres de El Fasher i a només 27 quilòmetres de les fronteres del Txad. Es troba a 800 metres sobre el nivell del mar. El principal edifici de la ciutat d'El Geneina és el palau construït pel sultà Abdul Rahman ibn Bahraddin al cim de la muntanya que domina la ciutat; a la part inferior del Palau i havia el Llac Kellenqa i uns jardins exuberants; el palau Sultà es troba a l'est del Geneina Amireya Intermediate School per a nens, construït en els anys cinquanta del segle xx, on van estudiar llavors moltes generacions d'estudiants que van venir de tot arreu del Darfur. Altres localitats importants de Dar al-Masalit inclouen Mesteray, Morney, Assirni, Aish Barrah, Habeela, Gokar, Fourubaranga, Kondobay, Arara and Jebel Moon.
Diversos valls, coneguts com a Wadi, alimenten el Wadi Kaja amb aigua de pluja durant la tardor com Wadi Azoom i Wadi Baraiy. El Wadi Kaja és reconegut per causar cada vegada inundacions greus durant la temporada de pluges que condueix a l'ofegament catastròfic dels barris propers destruint edificis i posant vides dels habitants en risc.

## Història
Tres regnes de la regió van precedir al sultanat masalit, els regnes o sultanats de Dajo (o daju), Tunjur i Fur. Diverses fonts històriques esmenten la tensió entre els diversos grups de la regió. El antic comerç d'esclaus a la zona exportava africans a altres parts del Sudan destinat al món àrab. Els conflictes per l'aigua van ocórrer periòdicament entre els diferents pobles de pastors seminòmades, que comunament es consideren a si mateixos àrabs tot i que són de pell fosca, i els pobles agrícoles sedentaris.
Vers el 1882 el nazir local, Hajjan Hasan (Hassaballa), fou enderrocat pels mahdistes i els notables van designar successor a Abu Bakr, que al cap d'uns mesos fou capturat pels mahdistes (1883) però va aconseguir escapar i va organitzar una resistència guerrillera; es va apoderar de Derjeil on es va proclamar sultà (1884). Passat el perill mahdista va combatre contra el sultà de Fur a l'est i contra els daju a l'oest. El 1905 el sultà fou fet presoner per Ali Dinar de Fur i portat a la seva capital, Al Fashir, mentre el sultanat era annexionat i posat sota el govern d'un general; però un dels fills d'Abu Bakr, que havia fugit a Waddai, va tornar amb el suport d'aquest sultanat i va expulsar les forces d'ocupació furs, matant al general governador (1906); en revenja Ali Dinar va executar a Abu Bakr (1907); però a Dar al-Masalit es va imposar l'autoritat de la família d'Abu Bakr i el germà d'aquest Tadj ad-Din fou proclamat sultà.
En temps passats els masalit van ser coneguts com a fers guerrers que van lluitar batalles dures. El 4 de gener de 1910 els masalits van lliurar una gran batalla a Kerendeng contra els francesos, en la qual van perdre set mil homes. Mesos després, a la Batalla de Drouti o Daruti que va tenir lloc el 9 de novembre de 1910 contra les tropes franceses i els cavallers liderats pel sultà masalit Taj al-Din Muhammad Ibn Ismail, aquest va morir defensant la independència del seu estat. Fou per aquesta resistència que el sultanat no va acabar incorporat al Txad. A Tadj ad-Din el va succeir el seu germà Bahr ad-Din.
A l'arribada de les tropes angloegípcies el 1916 el sultà va resistir-se a la incorporació del sultanat al Sudan i es va mantenir com un poder tradicional fins al 1921. El sultanat, regnant Behereldin (Andoka) en àrab Bahr ad-Din Muhammad ibn Abi Bak, va signar un acord internacional amb França el 1919 conegut com a acord de Gelani. El acord reconeixia la integritat territorial del sultanat i la seva independència de França i Gran Bretanya, obtenint el sultà el dret de posar-se sota protecció del poder de la seva elecció, o sota cap. El sultà va decidir el 1921 (sota pressió dels britànics) optar per formar part del Sudan amb dret a la lliure determinació per cinquanta anys. Bahr ad-Din Muhammad ibn Abi Bak va morir el 1951.
El territori del sultanat va formar part de la província (i després estat) de Darfur, al Sudan, però tenia un estatus especial en comparació amb els altres cinc districtes de la província i l'administrador era conegut com a intendent (àrab Mutamad معتمد) de Dar masalit (casa dels masalits), mentre que l'administrador superior en els altres districtes era anomenat Inspector de Districte.
Tots els pobles de la província de Dar Fur van patir els diversos conflictes superposats a la regió. Per més de 20 anys, la lluita era bàsicament el conflicte nord-sud, amb les tribus africanes del sud resistint a l'arabització, i lluitant per la plena independència. Més recentment, una resistència local similar va sorgir, a més, amb els grups rebels amb base a Darfur, oposats militarment a l'exèrcit oficial del Sudan militarment. Un tercer front s'ha desenvolupat a la mateixa regió amb una milícia àrab regional anomenada Janjaweed (Yanyawid), que fustiga a la població africana, es creu que amb el suport de les tropes oficials del govern. En els atacs dels Janjaweed els relats dels supervivents diuen que la violació és una estratègia habitual, i els analistes pensen que es tractaria d'una estratègia de "desarrelament", sense que s'hagi pogut demostrar que sigui la política oficial del govern de Khartum per afegir més àrabs entre la població africana.
Arran de la crisi de Darfur el 2003, el Govern del Sudan ha confiat plenament per negociar en el "Mecanisme Nadiu Administració i Reconciliació" a fi d'aconseguir la pau a Darfur. Això es deu principalment al fet que el mecanisme es considera valuós i eficaç per a la construcció de la pau. Això també es va reiterar en el Document de Doha per la Pau a Darfur (DDPD), que recomana encaridament la participació de l'administració nativa en totes les etapes de la seva implementació. A més, el DDPD estipula també la necessitat de potenciar i enfortir l'administració nativa per tenir un paper vital en la comunitat per aconseguir la pau a Darfur.

## Llista de sultans
- Sultan Hajjam Hassaballa ver 1870-1882, nazir
- Sobirania dels mahdistes 1882-1884
- Ismail ibn Abd al-Nabi 1884-1889, nazir 1882-1884 (en rebel·lió), sultà 1884
- Abu Bakr ibn Ismail 1889 - 1907
- Taj ad-Din Muhammad ibn Ismail 1907 - 1910
- Bahr ad-Din Muhammad ibn Abi Bakr 1910-1921
- Abdul Rahman ibn Bahraddin (Andouka)
- Saad bin Abdul Rahman